# Écran facial

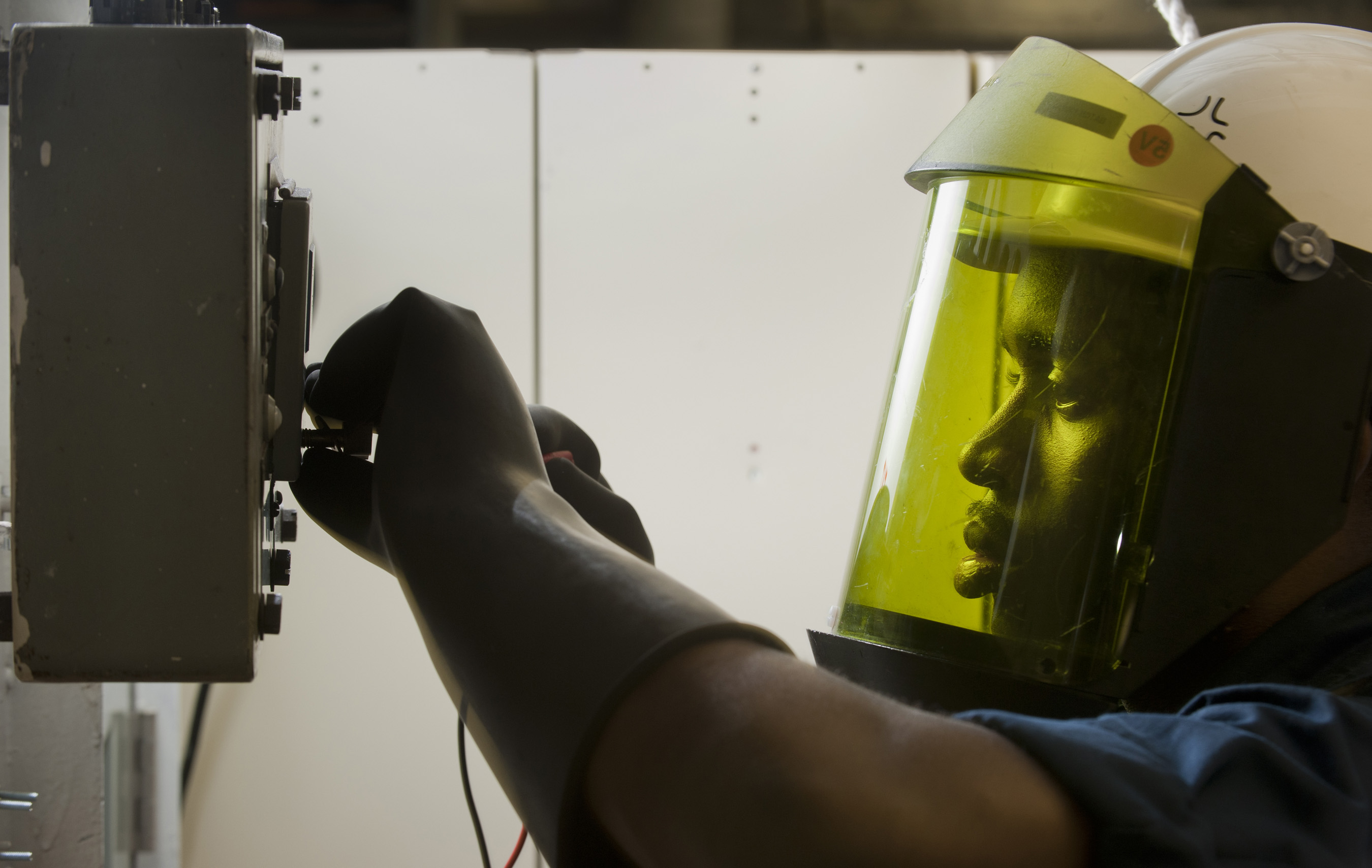
un électricien de la marine américaine portant un écran facial lors du contrôle de fusibles douteux sur un boitier d'alimentation d'éclairage

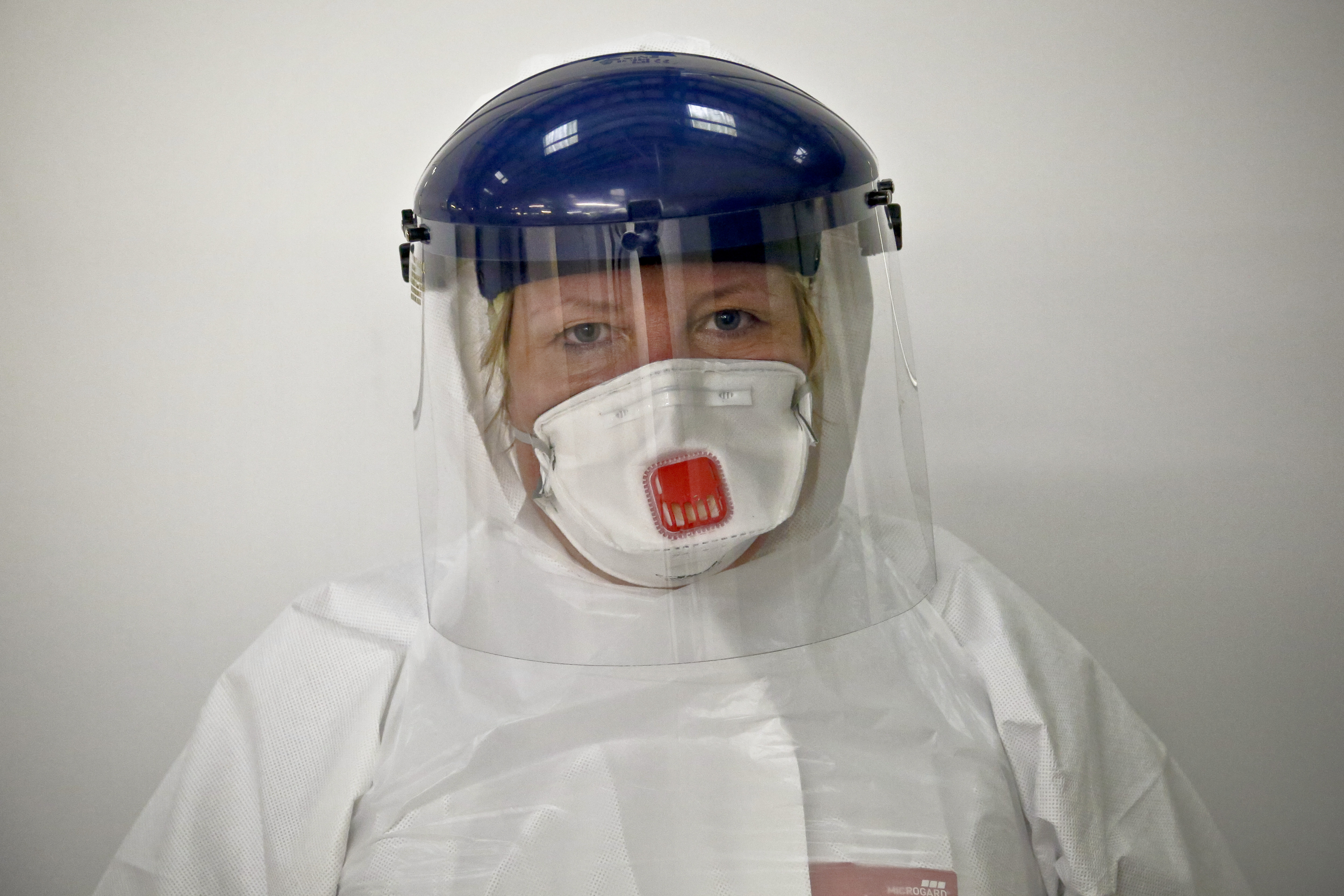
Infirmière utilisant un écran facial pendant l'épidémie de virus Ebola en Sierra Leone en 2014.

Un écran facial, élément d'équipement de protection individuel (EPI) qui cherche à protéger le visage du porteur (ou une partie de celui-ci) d'un danger tel qu'un projectile, un débris routier ou une projection chimique (dans un laboratoire ou dans l'industrie), ou d'éléments  infectieux (en milieu médical ou dans l'environnement d'un laboratoire).

## Industrie
Un écran facial tente de protéger les yeux et le visages des projections. Les écrans faciaux doivent être utilisé conjointement avec des lunettes simples ou des lunettes de protection.

### ANSI(Standard américain)
- Mark Z87: Résistance aux impacts simples : écrans faciaux capables de résister à l'impact d'une bille d'acier de  1 in (25,4 mm) de diamètre chutant de 50 in (127 cm).
- Mark Z87+: Haute résistance aux impacts : écrans faciaux capables de résister à l'impact d'une bille d'acier de 0,25 in (6,35 mm) de diamètre lancée à 300 in/s (91,4 m/s).
  - réf. ANSI Z87.1

### EN 166 (Standard européen)
Ces écrans sont prévus pour une protection contre les particules à haute vitesse et doivent résister à l'impact d'une bille d'acier de 6 mm de diamètre, impactant le champ visuel et le champ latéral à la vitesse définie.
- Marquage A : 190 m/s.
- Marquage B : 120 m/s.
- Marquage F : 45 m/s.
  - réf. EN166

### CSA(Standard canadien)
La norme Z94.3-15 Protection du visage et des yeux de classe 6 concernant les écrans faciaux est divisée en trois sous-classes
- 6A – Impact, percement, projection, éblouissement, protection de la tête.
- 6B – Protection contre les radiations. Aussi pour la protection contre la chaleur, les projections, une chaleur modérée, des éclaboussures, l'éblouissement et des impacts non perforants.
- 6C – Applications a haute radiation de chaleur et protection contre les petits impacts non perforants.
  - réf. CSA Z94.3-15

### Matériaux
Le polycarbonate (PC) procure une excellente résistance à l'impact, une bonne qualité optique, une résistance à la chaleur et une résistance chimique normale.
L’acétate de cellulose (CA) procure une résistance à l'impact correcte, une bonne qualité optique, une résistance à la chaleur et une bonne résistance chimique.

## Fabrication
Deux méthodes sont utilisées pour fabriquer les écrans faciaux: l'extrusion et le moulage par injection. Les écrans faciaux découpés dans des feuilles extrudées procurent une meilleure résistance à l'impact que les écrans moulés car les feuilles extrudées sont constituées de plastique à haute masse moléculaire alors que le plastic moulé utilise des produits à plus basse densité moléculaire, ce qui permet un meilleur indice de fluidité nécessaire pour le moulage. Par exemple les écrans faciaux construits à partir de feuilles de polycarbonate de 0,8 mm d'épaisseur résistent à l'impact d'une bille de 6 mm de diamètre lancée à 120 m/s (standard européen, protection contre les particules à haute vélocité – énergie d'impact intermédiaire), alors que les écrans moulés doivent avoir une épaisseur d'au moins 1,5 mm pour supporter le même impact. Mais le moulage permet des formes plus élaborées que l'extrusion.

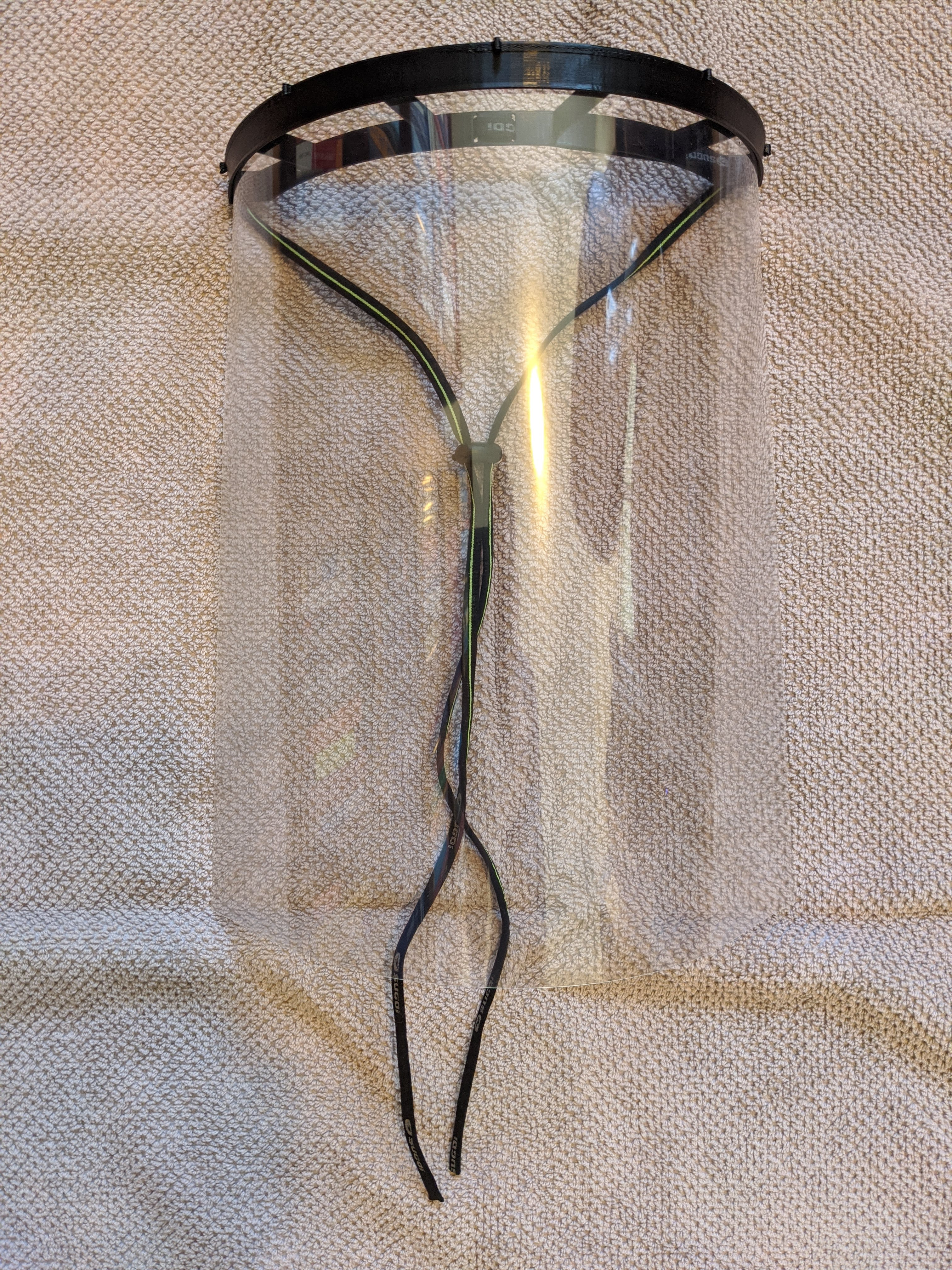
Fichier 3D pour l'impression d'un support d'écran facial
- Fermeture de l'écran facial
- Écran complet

## Médical
Dans les applications médicales, les écrans faciaux sont des équipements utilisés pour la protection des professionnels médicaux durant une procédure qui pourraient les exposer à du sang ou d'autres fluides potentiellement infectieux. Un exemple est l'utilisation d'un masque respiratoire lors d'une assistance respiratoire ou d'une réanimation cardiopulmonaire. Un autre exemple est l'utilisation d'équipement de protection contre l'infection pour protéger le visage des matériaux potentiellement infectieux.

## Police et armée

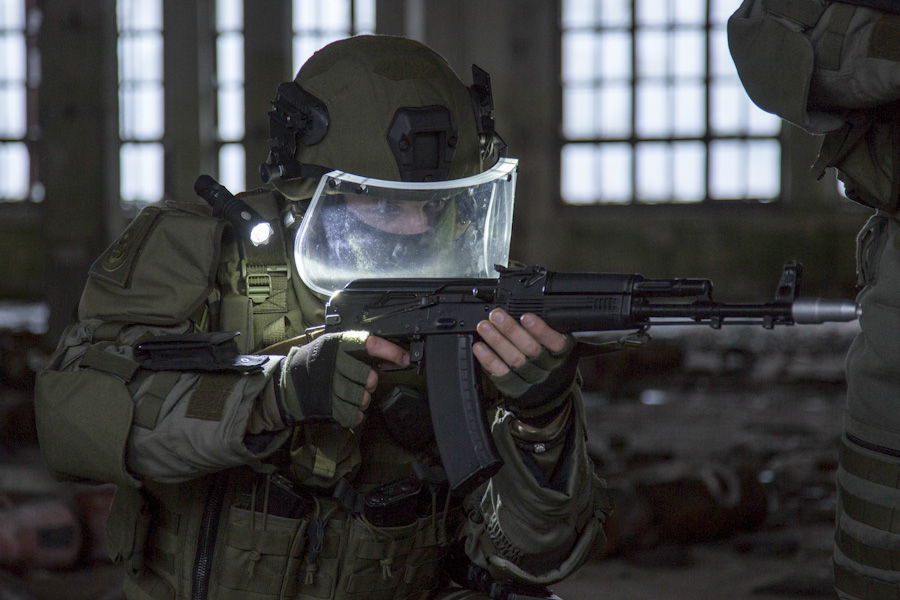
parachutiste Russe avec un casque 6B47 et un écran de protection balistique.

Dans l'armée ou dans les forces de l'ordre, un écran facial peut être prévu pour une protection balistique ou non. Une protection simple est sans effet sur les projectiles des armes à feu mais est généralement prévue pour résister à des impacts de basse vitesse, produits par des coups ou l'envoi d'objets.
Un écran facial balistique est une partie d'une armure conçue pour stopper ou dévier une explosion ou des projectiles,.

## Construction

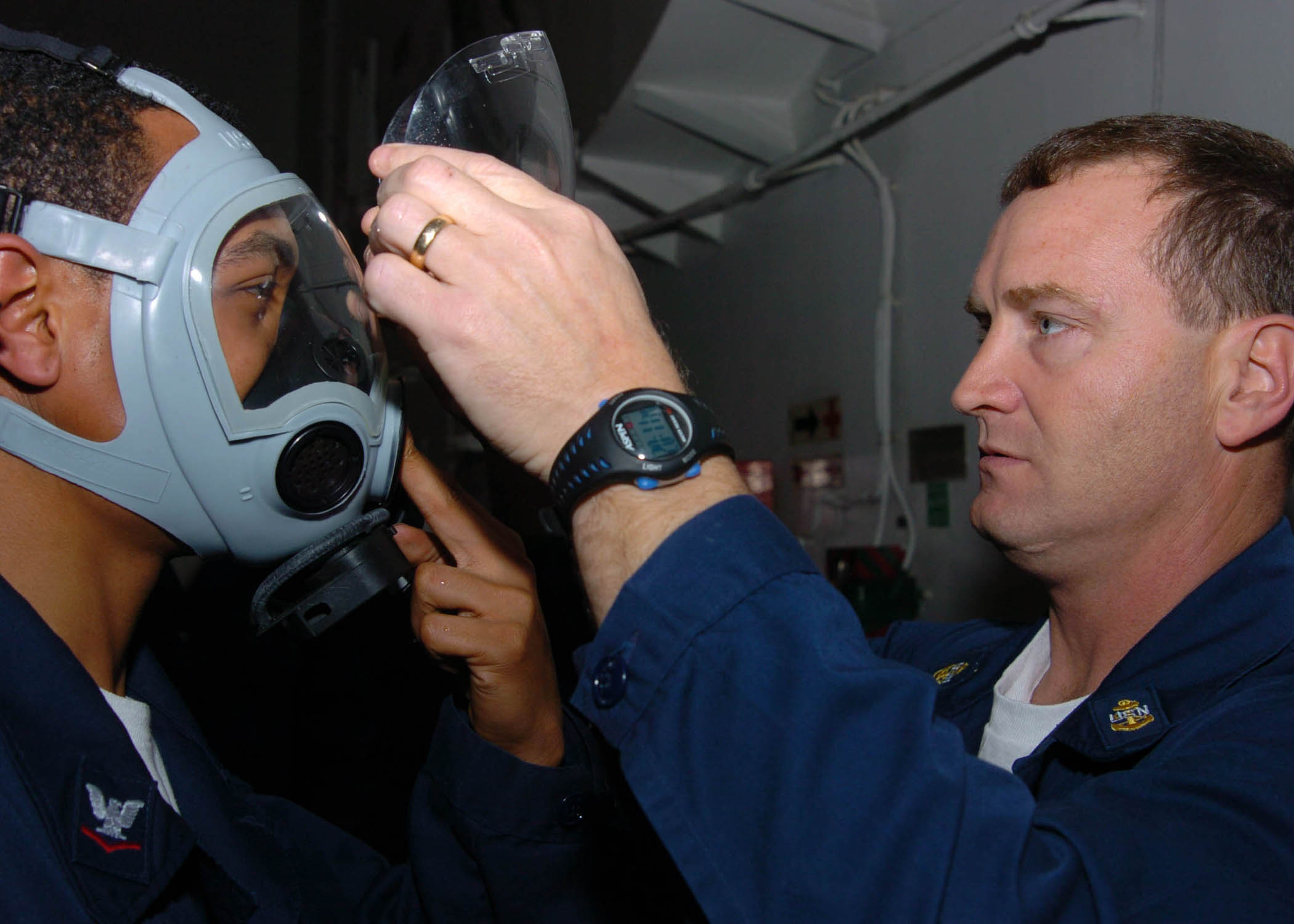
Enlèvement de l'écran facial d'un marin après nettoyage avec une solution décontaminante sur un porte-avion.

Sur beaucoup de sites de construction de nombreux travailleurs utilisent des écrans faciaux pour se protéger des débris ou des étincelles. Il est recommandé d'utiliser des écrans faciaux avec beaucoup d'outils de découpe et de travail des métaux, par exemple lors de l'utilisation de matériel de soudage ou de disqueuses.

## Limites
Ce type de masque est inefficace pour capturer les aérosol porteurs de coronavirus selon des calculs du superordinateur Fugaku 415 (415 petaflops) au Japon: environ 100% des gouttelettes de plus de cinq micromètres s'échappent à travers l'écran de plastique, mais ce masque peut filtrer des gouttes d'une taille supérieure à 50 micromètres.